# Лайвин, Владимир Иванович
Владимир Иванович Лайвин — советский хозяйственный, государственный и политический деятель.

## Биография
Родился в 1923 году на хуторе Плутово в Тверской области. Латыш. Член КПСС с 1944 года.
Образование высшее (окончил Военно-юридическую академию).
Участник Великой Отечественной войны в составе 89-го запасного стрелкового полка 32-й запасной стрелковой дивизии, 247-го минометного полка.
С 1949 года — на хозяйственной, общественной и политической работе.
- В 1949—1957 гг. — сотрудник военной прокуратуры Латвийской ССР.[1]
- В 1957—1961 гг. — заместитель военного прокурора Латвийской ССР.[1]
- В 1961—1965 гг. — военный прокурор Латвийской ССР.[1]
- В 1965—1980 гг. — Прокурор Латвийской ССР.[1]
- В 1980—1985 гг. — министр юстиции Латвийской ССР.[3]

C 1985 гг. — пенсионер.
Избирался депутатом Верховного Совета Латвийской ССР 7-10-го созывов.
Умер в Риге в 2017 году.